# Marie-Lucien Lebrun
Marie-Lucien Lebrun, né le 4 décembre 1746 à Vernon, où il est mort le 14 novembre 1830, est un magistrat et homme politique français.

## Biographie
Administrateur à Vernon, il est élu, le 2 septembre 1791, deuxième suppléant à l'Assemblée législative par le département de l'Eure, avec 227 voix (312 votants). Admis à siéger comme titulaire le 1er mai 1792, en l'emplacement de Legendre démissionnaire, il n'eut qu'un rôle effacé jusqu'à la fin de la session. Il fut élu maire de Vernonnet en décembre 1792. Secrétaire du directoire du département sous le Directoire, il devint commissaire du gouvernement auprès du tribunal de première instance des Andelys en 1800, puis procureur impérial du même tribunal, puis procureur du roi sous la Restauration toujours aux Andelys